# ماورو هويرتا دياز
ماورو هويرتا دياز (بالإسبانية: Mauro Huerta Díaz)‏ هو سياسي مكسيكي، ولد في 23 أغسطس 1967 في مدينة مكسيكو في المكسيك. حزبياً، نشط في Ecologist Green Party of Mexico ‏. وقد انتخب عضو مجلس النواب المكسيك.